# Antonio Scoppa
Antonio Scoppa (Santa Lucia del Mela, 1763 – Napoli, 1817) è stato uno scrittore italiano.

## Biografia

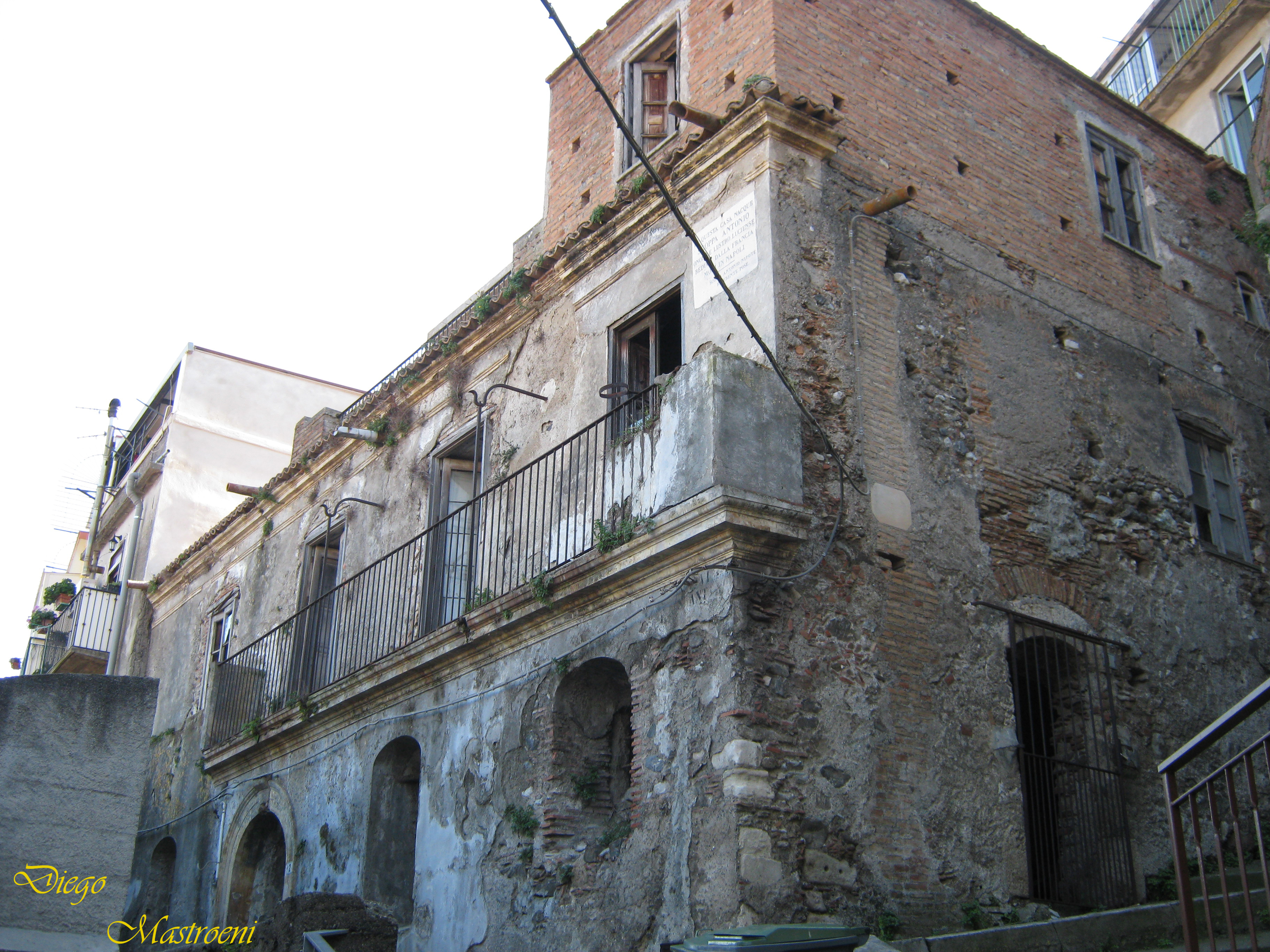
Casa in cui nacque Antonio Scoppa, Santa Lucia del Mela

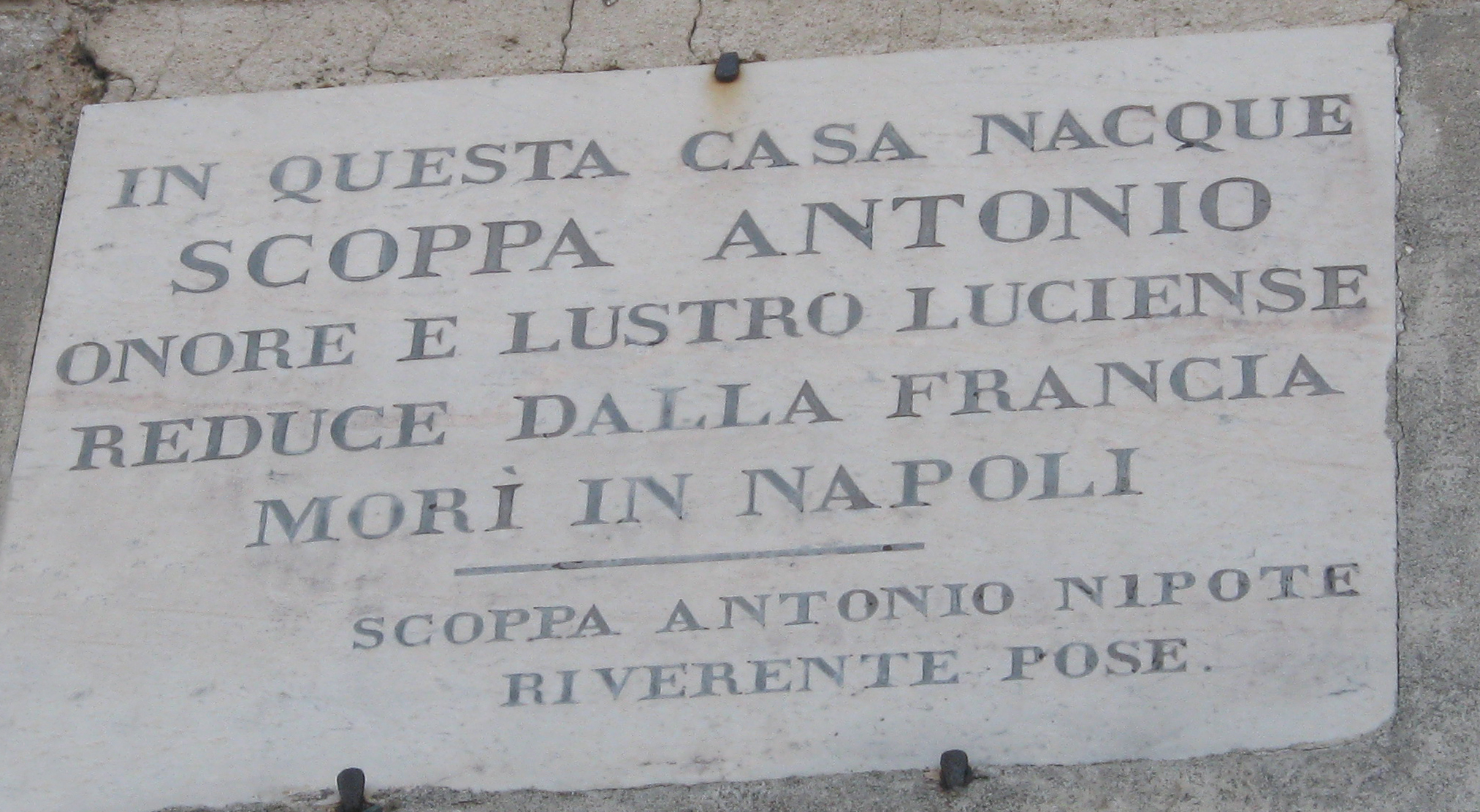
Lapide posta sulla casa in cui nacque Antonio Scoppa, Santa Lucia del Mela

Nato a Santa Lucia del Mela, un paese siciliano della Valle del Mela, Antonio Scoppa, per la sua cultura e conoscenze, fu nominato da re Ferdinando ambasciatore del Regno di Sicilia (dove il monarca borbonico vi regnava come Ferdinando III, mentre nel Regno di Napoli risultava essere Ferdinando IV) a Parigi durante il turbolento periodo della Rivoluzione francese, distinguendosi per la sua destrezza diplomatica.
Gran conoscitore della lingua francese, tale da compiliarne addirittura dei testi di grammatica, ve ne scrisse anche una ragguardevole produzione in versi, meritandosi l'iscrizione all'Accademia di Francia.
Non dimentico del suo paese natale, di cui si prodigò molto della sua Prelatura, a Santa Lucia del Mela esiste una strada dedicatagli ed una lapide sulla casa in cui nacque.
Nel Museo di San Martino (a Napoli) vi è una dedica che recita: «Antonio Scoppa nato a Santa Lucia sopra Melazzo, ambasciatore di re Ferdinando a Parigi: uomo santo e virtuoso».